# Johannes Skoog
Anton Johannes Skoog, född 11 augusti 1992 i Katarina församling, Stockholms län, är en svensk organist.

## Biografi
Johannes Skoog föddes 1992 i Katarina församling, Stockholm. Han är son till konstnären Göran Karlsson Skoog. Skoog började vid fem års ålder att spela piano och vid åtta års ålder att spela orgel, då han fick en introduktionen till instrumentet av sin mors morbror Uno Lindgren. Han avlade examen vid Kungliga Musikhögskolan i Stockholm, Staatliche Hochschule für Musik i Stuttgart samt vid Conservatoire National Supérieur de Musique et de Danse de Paris. Skoog fick i oktober 2024 förstapris i Canadian International Organ Competition. Han utnämndes 2024 till hovorganist, med tillträde 1 april 2025 och efterträder hovorganisten Mary Ljungquist Hén.

## Diskografi
- 2014 – Cantate Domino. Tillsammans med Adolf Fredriks gosskör och Pelle Olofson.[5]